# По
Вижте пояснителната страница за други значения на По.
По (на италиански: Ро), наричана Потамос Ериданус (Ποταμός) от древните гърци, е най-голямата река в Италия (региони Пиемонт, Вале д'Аоста, Лигурия, Ломбардия, Венето, Емилия-Романя, Тоскана и автономна област Тренто), вливаща се в Адриатическо море, с дължина 652 km и площ на водосборния басейн 71 000 km².
През 1995 г. делтата на По до град Ферара е обявена от ЮНЕСКО за обект на световното наследство заради голямото си екологично значение.

## История

### Хидроним
В Древна Гърция По се свързва от много автори с митологичната река Еридан (на старогръцки: Ἠριδανός, на латински: Eridanus, на литературен италиански Eridano). Първите исторически източници за наименованието са в древногръцката поема „Теогония“ на поета Хезиод (ок. 7 век пр.н.е.) като наименование на едно от многото деца (океаниди) на титана Океан и на нимфата Тетида. Името е възприето от историка Полибий през 2 век пр.н.е., според когото Еридан е един от синовете на Фаетон, паднал в река по време на надпревара с двуколни колесници, така че реката е и врата към Хадес (подземният свят) според старогръцката митология, но също и титлата на принц, посветен на древноегипетските култове – фигура, която често се появява в древните легенди за Торино.

## Географска характеристика

### Извор, течение, устие
Река По води началото си от северния ъгъл на малкото високопланинско езеро Фиоренца, разположено на 2118 m надм. височина по северното подножие на масива Монвизо в Котските Алпи или по-точно – от местността Пиан дел Ре (Pian del Re) на община Крисоло в провинция Кунео, Северна Италия.
Тече в дълбока и тясна планинска долина до градчето Санфронт, като по протежение на около 20 км преодолява денивелация от над 1600 m. След това излиза в крайната западна част на обширната Паданска низина, като я пресича по дължина от запад на изток. Тече на изток до град Салуцо, след това на североизток и на 20 км североизточно от град Торино тече отново на изток и запазва тази посока до устието си. В Паданската низина долината на По е много широка и плитка, а течението – бавно и мудно. След устието на най-големия си десен приток – река Танаро ширината на коритото на По достига 300 – 350 m, като оттук до устието то е оградено от високи водозащитни диги, предотвратяващи многобройните наводнения, предизвиквани от реката в миналото. В средното и долното си течение По образува множество меандри, което в миналото е довело до формирането на крайречни езера – т.нар. старици. Коритата в долните течения на голяма част от притоците му също са обезопасени с водозащитни диги. В района на град Ферара (на около 70 km от устието) река По започва да се разделя на отделни ръкави с острови между тях и образува голяма и заблатена делта с площ около 1500 km², която ежегодно нараства средно с по 600 декара. Поради това някои древни пристанища южно от делтата, като например Равена, в днешно време се намират на около 10 km от брега на морето, което е резултат от пренасянето на наносите на реката в южна посока от адриатическите течения.
Делтата на По е една от най-сложните в Европа, със стотици малки ръкави и пет по-големи: По ди Маестра (Po di Maestra), По дела Пила (Po della Pila), По деле Толе (Po delle Tolle), По ди Ньока (Po di Gnocca) и По ди Горо (Po di Goro). Най-големият от тях е По дела Пила и е единственият плавателен ръкав.
По се влива в крайната югозападна част на Венецианския залив на Адриатическо море.

### Водосборен басейн и притоци
Водосборният басейн на По обхваща площ от 71 000 km², като около 70 000 km² са разположени в Италия, а останалите 1000 km² – в Швейцария. На югоизток водосборният басейн на По граничи с водосборния басейн на река Рено (от басейна на Адриатическо море), на юг – с водосборните басейни на реките Серкьо, Тине, Вар и на други по-малки реки, вливащи се в Лигурийско море, на запад и северозапад – с водосборния басейн на река Рона (от басейна на Средиземно море), на север – с водосборния басейн на река Рейн (от басейна на Северно море), а на североизток – с водосборните басейни на реките Ин (десен приток на Дунав) и Адидже (от басейна на Адриатическо море).
Най-големи и най-пълноводни са левите притоци на По – Дора Рипария, Дора Балтеа, Тичино, Ада и Ольо, водещи началото си от южните склонове на Алпите. Десните притоци, водещи началото си основно от северните склонове на Тоскано-Емилианските Апенини и Приморските Алпи, са предимно маловодни (най-голям приток е река Танаро) и носят голямо количество наноси в По.
Основните притоци на По (с дължина над 20 km) са 141 на брой, като 26 от тях са с дължина над 50 km (в посока от извора до устието, ← ляв приток, → десен приток):
- ← Гиандоне (23,8 km, 100,1 km²)
- ← Пеличе (53 km, 974 km²)
- → Варайта/Вараита (75 km, 605 km²)
- → Майра (120 km, 1214 km²)
- → Мелета (26,4 km, 267,5 km²)
- → Бана (28 km, 484,3 km²)
- ← Кизола (39,4 km, 536,89 km²)
- ← Сангоне (46,1 km, 268,14 km²)
- ← Дора Рипария (125 km, 1231 km²)
- ← Стура ди Ланцо (69 km, 886 km²)
- ← Малоне (47,724 km, 360,8 km)
- ← Орко (90 km, 889 km²)
- ← Дора Балтеа (168 km, 3891 km²)
- → Стура дел Монферато/Стура пикола (36, 7 km, 190,41 km²)
- ← Сезия (140 km, 3038 km²)
- → Роталдо (40 km, ? km²)
- → Грана дел Монферато (47 km, 183,6 km²)
- → Танаро (276 km, 8234 km²)
- → Скривия (117 km, 1145 km²)
- ← Агоня (140 km, 995 km²)
- ← Тердопио (86 km, 515 km²)
- → Куроне (59 km, ? km²)
- → Стафора (58 km, 338 km²)
- ← Тичино (248 km, 7228 km²)
- → Копа (32 km, 110 km²)
- → Скуропасо (30 km, 70 km²)
- ← Олона (40 km, 160 km²)
- → Тидоне (47 km, ? km²)
- ← Ламбро (130 km, 1950 km²)
- → Требия (118 km, 1150 km²)
- → Нуре (75 km, ? km²)
- → Киавена (52 km, 360,1 km²)
- ← Ада (313 km, 7979 km²)
- → Арда (56 km, 440 km²)
- → Таро (126 km, 2026 km²)
- → Парма (92 km, 796 km²)
- → Енца (93 km, 2899 km²)
- ← Ольо (270 km, 6649 km²)
- ← Минчо (194 km, 2859 km²)
- → Секия (172 km, 2292 km²)
- → Панаро (148 km, 2292 km²)

### Хидроложки показатели, наводнения
Средният годишен отток в устието е 1460 m³/sec. Левите притоци на По са пълноводни през пролетта и лятото по време на топенето на снеговете и ледниците в Алпите, поради което в горното си течение По има алпийски хидроложки режим, а десните му притоци са пълноводни през пролетта и есента. Поради тази причина По формира две пълноводия: основно през май и юни, и вторично – през октомври и ноември в средното и долното си течение. През зимата реката е маловодна. Ежегодно По внася в Адриатическо море 13 – 15 млн. тона наноси.
На 4 май 2007 г. реката пресъхва на места напълно. Италия обявява извънредно положение в северните и централните райони. Пресъхването е в резултат на малкото снеговалежи в Алпите през зимата на 2006 – 2007. В Италия тази зима е най-топлата от 200 години насам и това най-вероятно е свързано с глобалното затопляне.
Най-опустошителните наводнения, причинени от преливането на река По и нейните притоци, са документирани през:
- 17 октомври 589 г.: Излизане от коритото при Кука (дн. Веронела) (Rotta della Cucca) – Адидже наводнява Венето
- 1152 г.: Излизане от коритото при Фикароло (Rotta di Ficarolo) – По наводнява историческия и географски район Полезине
- 1330 г.: Наводнение в Полезине и в района на Мантова с 10 хил. жертви
- Есента на 1438 г.: Преливане при Малопера (Rotta della Malopera) – Адидже наводнява Полезине.
- 1705 г.: Наводнение в района на Модена, Ферара и Мантова с 15 хил. жертви
- 1882 г.: Излизане от коритото в Боницо (Rotta a Bonizzo) и последвало наводнение в района на Мирандола. Селището Ночето между Казеле Ланди и Сан Роко ал Порто е напълно унищожено.
- 25 май и 4 юни 1917 г.: 2 значителни покачвания на нивото на реката. Преливания в Мелети, Кастелнуово Бока д'Ада и Мортица близо до сливането на По с Ада.
- 1926 г.:
- Ноември 1951 г.: Най-голямото наводнение на века. По скъсва дигите при Окиобело и наводнява 13 хил. хектара площ.
- 12 – 16 юни 1957 г.: преливания на По и неговите притоци (Дора Рипария, Майра, Варайта) в Пиемонт, особено в провинциите Торино и Кунео.
- 1, 2 и 3 ноември 1968 г.: Катастрофално наводнение в Пиемонт с преливания на притоците на По (Скривия, Бормида, Танаро), особено в района на Биела (Вале Строна ди Мосо), на Вербания, на Александрия, на Асти, Верчели и Торино.
- Ноември 1994 г.: Преливания и последвали наводнения поради проливни дъждове при сливането на притоците Орко и Дора Балтеа, които засягат по-специално Кивасо, Трино, Крешентино, Морано сул По и по-надолу по течението – Гиароле.
- Октомври 2000 г.: Второто най-високо покачване на водите за XX век. Наводнения в Пиемонт, Ломбардия и Емилия-Романя.

Преливанията и наносите, носени от По, са предизвикателство за инженерите от дълги години. Ватиканът е построил диги по течението на реката, както и канали с цел отклоняване на наносите, а в областта между Ферара и Адриатика в последните три века са разработени наново и рекултивирани хиляди акра площ. През 1953 г. е създаден проект, целящ подобряването на почвата, разработването и облагородяването на блатистите райони около реката, като тези на Вали ди Комакио, както и създаването на малки ферми в областта на делтата. Въпреки това всички тези райони претърпяват редица щети през големите наводнения от 1957 и 1966 г.

## Стопанско значение, селища, мостове
Голяма част от водите на реката се използват за напояване, а на редица от левите ѝ притоци са изградени каскади от язовири с ВЕЦ-ове при преградните им стени. Чрез система от канали е свързана с Милано, някои от които са проектирани от Леонардо да Винчи. Река По е плавателна за плиткогазещи съдове от нейното начало до град Павия.
По преминава през по-голямата част през Северна Италия, от запад на изток през цялата Паданска низина. От източника до устието реката преминава през редица провинции: Кунео, Торино, Верчели и Алесандрия в регион Пиемонт; Павия, Лоди, Кремона и Мантова в регион Ломбардия; Пиаченца, Парма, Реджо Емилия и Ферара в регион Емилия-Романя; и Ровиго в регион Венето.
Повече от 16 милиона души живеят по бреговете на По, което е около една трета от цялото население на Италия. Районите около течението на реката са сред най-гъсто населените в Европа.
На реката се намират около 3200 населени места, сред които:
- Адрия
- Валенца
- Виадана
- Вилафранка Пиемонте
- Горо
- Гуастала
- Изола Сант'Антонио
- Казале Монферато
- Казалмаджоре
- Карде
- Кариняно
- Карманьола
- Кивасо
- Колорно
- Кремона
- Крешентино
- Крисоло
- Лудзара
- Монкалиери
- Окиобело
- Остиля
- Паезана
- Пиаченца
- Полезела
- Порто Виро
- Порто Толе
- Сан Бенедето По
- Сан Мауро Торинезе
- Сетимо Торинезе
- Судзара
- Тальо ди По
- Торино
- Трино
- Ферара

### Мостове над По
Преминаването на река По е гарантирано от голям брой мостове, датиращи от различни исторически периоди, сред които:
- Жп мостът в Казалмаджоре
- Жп мостът в Пиаченца
- Мостът в Кардè
- Мостът Виторио Емануеле III в Сан Мауро Торинезе
- Мостът „Дела Бека“ (в провинция Павия)
- Мостът на високоскоростната ЖП линия Милано-Болоня
- Мостът „Дела Джерола“ (между Медзана Били и Корнале и Бастида)
- Мостът в Монкалиери, нар. още Мост на тамплиерите
- Мостът Реджина Маргерита в Торино
- Мостът Умберто I в Торино
- Мостът в Кремона